# بيتر أودهيامبو (ملاكم أوغندي)
بيتر أودهيامبو (بالإنجليزية: Peter Odhiambo)‏ (مواليد 25 نوفمبر 1950) هو ملاكم أوغندي، مثّل بلاده في الألعاب الأولمبية الصيفية في دورة 1972.

## روابط خارجية
بيتر أودهيامبو على موقع أوليمبيديا (الإنجليزية)